# 湖肚
湖肚，是臺灣新竹縣關西鎮的一個傳統地域名稱，位於該鎮中部偏東。相較於今日行政區，其範圍大致為東山里最西部。
本地區屬於鳳山溪支流四寮溪流域範圍。

## 歷史
台灣清治末期至日治初期，湖肚地區為一街庄，稱為「湖肚庄」，隸屬於竹北二堡。該庄西北及北與三墩庄為鄰，東北與十藔庄為鄰，東南邊及南邊為湳湖庄，西南邊為十六張庄。
1901年（日治明治三十四年）11月，全台廢縣廳改設二十廳，該庄隸屬於新竹廳。1909年（明治四十二年）10月，合併二十廳為十二廳，該庄隸屬不變。1920年（大正九年），廢十二廳改設五州二廳，該庄改制並雅化為「湖肚」大字，隸屬於新竹州中壢郡關西庄。1941年，關西庄升格為關西街。
戰後關西街改制為關西鎮，隸屬於新竹縣，大字亦改制為里。1950年桃、竹、苗分治，關西鎮隸屬不變。

## 交通
鄉道竹28線（仁和道路）是關西至大竹坑的道路，大致以西北—東南走向轉西南—東北走向再轉橫向經過湖肚地區北部，向西北可前往關西市區並止於省道台3線路口，向東可前往十寮、大竹坑。

## 運動休閒
- 立益高爾夫鄉村俱樂部